# شهر گناه (فیلم ۲۰۰۵)
شهر گناه (به انگلیسی: Sin City) (نام دیگر: شهر گناه فرانک میلر) فیلمی در ژانر نئو-نوآر، جنایی و آنتولوژی به کارگردانی و تهیه‌کنندگی مشترک فرانک میلر و رابرت رودریگز و محصول سال ۲۰۰۵ ایالات متحده آمریکا است. این فیلم بر اساس رمان گرافیکی «شهر گناه» نوشتهٔ فرانک میلر می‌باشد. در این فیلم ستارگانی به پیشگامی جسیکا آلبا، بنیسیو دل تورو، بریتانی مورفی، کلایو اوون، میکی رورک، الایجا وود، و بروس ویلیس، در کنار بازیگرانی همچون الکسیز بلدل، پاورز بوث، مایکل کلارک دانکن، رزاریو داوسون، کارلا گوجینو، روتخر هاور، جیمی کینگ، مایکل مدسن، نیک استال، و مکنزی وگا ایفای نقش می‌کنند.
پیشنهاد ساخت شهر گناه در ابتدا توسط رابرت رودریگز به میلر داده می‌شود که او به دلیل عدم اطمینان از نتیجهٔ کار با آن مخالفت می‌کند. رودریگز تصمیم می‌گیرد بخش کوتاهی از داستان را به‌عنوان پیش‌درآمد کارگردانی و برای میلر نمایش دهد تا نظرش را جلب کند. نتیجه کار که سه دقیقه ابتدایی فیلم را تشکیل می‌دهد آنچنان درخشان از آب درمی‌آید که میلر بلافاصله موافقت خود را برای ساخت فیلم اعلام می‌کند.
شهر گناه یک موفقیت تجاری بود و با واکنش‌های مثبتی از سوی منتقدان همراه بود، به‌ویژه به خاطر پردازش رنگ منحصر به فردش مورد توجه قرار گرفت، که بیشتر فیلم را سیاه و سفید نمایش می‌داد و در عین حال رنگ برخی از اشیاء را حفظ یا اضافه می‌کرد. این فیلم در رقابت جشنواره فیلم کن ۲۰۰۵ به نمایش درآمد. فیلم در مجموع ۱۵۸٬۷ میلیون دلار در سراسر جهان فروش کرد در حالی که ۴۰ میلیون دلار بودجه ساخت آن بوده است. دنبالهٔ این فیلم تحت عنوان شهر گناه: بانویی که به‌خاطرش می‌کشم همچنین به کارگردانی میلر و رودریگز در اوت ۲۰۱۴، به نمایش درآمد، اما به اندازهٔ فیلم اول موفق نبود.

## خلاصهٔ داستان
داستان فیلم در شهری به نام بیسین سیتی (Basin City به معنی شهر آبگیر) می‌گذرد که اختصاراً به «شهر گناه» معروف است. در نخستین بخش فیلم راوی داستان، پلیسی به نام هارتیگان با بازی بروس ویلیس می‌باشد که چند ساعتی بیشتر به بازنشستگی‌اش نمانده است، به عنوان آخرین مأموریت خود وظیفه دارد دختر ۱۱ ساله‌ای به نام نانسی کالاهان را از اسارت پسر کودک‌آزار سناتور فاسد، رورْک نجات دهد. به علت نفوذ سناتور رورک تا آن زمان کسی جرأت دستگیری پسرش و جلوگیری از اقدامات ظالمانه او را نداشته است. هارتیگان موفق به نجات ننسی کالاهان می‌شود و پسر سناتور رورک را مجروح می‌کند. اما پس از خیانت همکارش و دسیسه‌های سناتور رورک به زندان می‌افتد.
در بخش دوم راوی داستان مردی زشت‌روی و بزن‌بهادر به نام مارو (میکی رورک) است. مارو با زنی روسپی به نام گُلدی آشنا و دل‌باخته‌اش می‌شود. تا اینکه، کوین (الایجا وود) یکی از کارگران مزرعه خانواده رورک، که زنجیروار زنان روسپی را به قتل می‌رساند و از گوشت و روح آنها تغذیه می‌کند، گلدی را می‌کشد. مارو در پی انتقام برمی‌آید و پس از کشتن کوین و گرفتن انتقام از عوامل اصلی این ماجرا، توسط پلیس دستگیرشده و با صندلی الکتریکی مجازات می‌شود.
داستان سوم پیرامون عکاسی به نام دوایت (کلایو اوون) دور می‌زند که وظیفه‌اش محافظت و حمایت از زنی روسپی به نام گیل (روساریو داوسون) و دیگر دختران هرزه شهر کهنه (Old Town) است. روسپیان شهر کهنه بر طبق قراردادی با پلیس صلح کرده‌اند، و اجازه آسیب رساندن به هیچ پلیسی را ندارند. تا اینکه جکی بوی (بنیسیو دل تورو) را که یکی از فاسدترین پلیس‌های شهر است به قتل می‌رسانند، و به دردسر می‌افتند. دوایت در راه سرپوش گذاشتن بر این قتل به آن‌ها کمک می‌کند.
بخش چهارم در واقع ادامهٔ بخش اول است، هارتیگان به زندان افتاده و فقط در صورت اعتراف به ربودن ننسی کالاهان و تجاوز به او و از دست دادن آبرو و اعتبارش از زندان آزاد می‌شود. همه سال‌های زندان، ننسی هر پنج‌شنبه برای او نامه می‌نوشته است. هشت سال این ارتباط ادامه دارد. تا اینکه که ناگهان نامه‌نگاری‌ها قطع می‌شود. هارتیگان که فکر می‌کند سناتور فاسد و زیردستانش هویت آن دختر را شناسایی کرده‌اند و قصد آسیب رساندن به او را دارند، اعتراف‌نامه‌ای را که آنها می‌خواستند امضا می‌کند و به دنبال دختر می‌گردد. سرانجام دختر (جسیکا آلبا) را که اکنون ۱۹ سال دارد در یکی از کافه‌های بیسین سیتی پیدا می‌کند. دختر معصوم سابق هم‌اینک رقاصه‌ای سکسی شده است. هارتیگان متوجه می‌شود که فریب خورده و قطع نامه‌نگاری‌های ترفندی از سوی آدم‌های رورک بوده تا او رورک و زیردستانش را به پیش دختر هدایت کند، پسر سناتور فاسد که مردانگی‌اش را در درگیری ۹ سال پیش با هارتیگان از دست داده و خواجه شده، این بار پس از استفاده از داروهای عجیب، پوستش بدبو و زردرنگ شده و در نقش حرامزادهٔ زرد بازگشته است. در پایان فیلم هارتیگان حرامزادهٔ زرد را به قتل می‌رساند، ننسی کالاهان را نجات می‌دهد و اما با علم بر این‌که رورک سرانجام از طریق او به ننسی دست خواهد یافت خودکشی می‌کند تا دخترک در امان بماند.

## بازیگران
- جسیکا آلبا در نقش ننسی کلهن
  - مکنزی وگا در نقش ننسی (۱۱ سالگی)
- بروس ویلیس در نقش کارآگاه جان هارتیگان
- کلایو اوون در نقش دوایت مک‌کارتی
- رزاریو داوسون در نقش گیل
- بریتانی مورفی در نقش شلی
- جاش هارتنت در نقش فروشنده
- دوون اوکی در نقش میهو
- مارلی شلتن در نقش مشتری
- الکسیز بلدل در نقش بِکی
- نیک استال در نقش ایتن جونیور
- جیمی کینگ در نقش گلدی و وندی
- میکی رورک در نقش مارو
- بنیسیو دل تورو در نقش ستوان جک «آیرن جک» رافرتی / جکی بوی
- مایکل کلارک دانکن در نقش مانوت
- ریک گومز در نقش داگلاس کلامپ
- کارلا گوجینو در نقش لوسیل
- روتخر هاور در نقش کاردینال پاتریک هنری روآرک
- نیکی کت در نقش اشتوکا
- مایکل مدسن در نقش کارآگاه باب
- پاورز بوث در نقش سناتور ایتن روآرک
- جود سیکوللا در نقش کمیسر
- الایجا وود در نقش کوین
- نیک آفرمن در نقش برت اشلاب
- تامی فلاناگان در نقش برایان